# Nana Mizuki Live Fighter -BluexRed Side-
Albums de Nana Mizuki
Nana Clips 4
(2008) Nana Mizuki Live Diamond x Fever
(2009)
Nana Mizuki Live Fighter -BluexRed Side- est la 11e vidéo musicale de la chanteuse et seiyū japonaise Nana Mizuki.

## Présentation
La vidéo  sort au format DVD et Blu-ray le 25 décembre 2008 sous le label King Records. Le DVD Nana Mizuki Live Fighter -Blue Side- atteint la 18e place du classement de l'Oricon et reste classé pendant six semaines tandis que le DVD Nana Mizuki Live Fighter -Red Side- atteint la 16e place du classement de l'Oricon et reste classé pendant six semaines.
Le premier concert Nana Mizuki Live Fighter -Blue Side- en 2DVD a été filmé à Tokyo Yoyogi National Stadium First Gymnasium le 5 juillet 2008 tandis que Nana Mizuki Live Fighter -Red Side- aussi en 2DVD a été filmé à Tokyo Yoyogi National Stadium First Gymnasium le 6 juillet 2008. La version Blu-ray, contient deux disques contenant les deux concerts avec en plus les making-of des deux concerts. Le premier concert contient 38 pistes issues de ses différents albums et singles ainsi qu'un bonus, un commentaire audio sur le concert. Le deuxième concert contient 39 pistes issues de ses différents albums et singles ainsi qu'un bonus, un commentaire audio sur le concert.

## Liste des titres
Nana Mizuki Live Fighter -Blue Side-
| 1.  | Opening (OPENING)                           |  |
| 2.  | Astrogation                                 |  |
| 3.  | Still in the Groove                         |  |
| 4.  | MC1                                         |  |
| 5.  | Happy Dive                                  |  |
| 6.  | Try Again (TRY AGAIN)                       |  |
| 7.  | Sora Dokei (空時計)                         |  |
| 8.  | Cherry Boys Showcase (CHERRY BOYS SHOWCASE) |  |
| 9.  | Dancing in the velvet moon                  |  |
| 10. | Faith (FAITH)                               |  |
| 11. | MC2                                         |  |
| 12. | Sabaku no Umi (砂漠の海)                    |  |
| 13. | deep sea                                    |  |
| 14. | Cosmic Love (COSMIC LOVE)                   |  |
| 15. | You have a dream                            |  |
| 16. | MC3                                         |  |
| 17. | Meikyu Butterfly (迷宮バタフライ)           |  |
| 18. | MC4                                         |  |
| 19. | Level Hi!                                   |  |
| 20. | Stomp (STOMP)                               |  |
| 21. | Bring it on!                                |  |
| 22. | Pray                                        |  |

| 1.  | MC5 |  |
| 2.  | Orchestral Fantasia                                                                                    |  |
| 3.  | Band Battle (BAND BATTLE)                                                                              |  |
| 4.  | Suddenly ~Meguriaete~ (suddenly～巡り合えて～)                                                         |  |
| 5.  | Aoi Iro (アオイイロ)                                                                                   |  |
| 6.  | Super Generation (SUPER GENERATION)                                                                    |  |
| 7.  | MC6 |  |
| 8.  | Power Gate (POWER GATE)                                                                                |  |
| 9.  | What cheer? ([ENCORE])                                                                                 |  |
| 10. | MC7 |  |
| 11. | Nostalgia                                                                                              |  |
| 12. | MC8 |  |
| 13. | New Sensation                                                                                          |  |
| 14. | All Line up (ALL LINE UP)                                                                              |  |
| 15. | End Roll                                                                                               |  |
| 16. | Live Fighter -Blue Side- commentaire audio (Special Feature LIVE FIGHTER -BLUE SIDE- Audio Commentary) |  |

Nana Mizuki Live Fighter -Red Side-
| 1.  | Opening (OPENING)                           |  |
| 2.  | Astrogation                                 |  |
| 3.  | Still in the Groove                         |  |
| 4.  | MC1                                         |  |
| 5.  | Happy Dive                                  |  |
| 6.  | Try Again (TRY AGAIN)                       |  |
| 7.  | Sora Dokei (空時計)                         |  |
| 8.  | Cherry Boys Showcase (CHERRY BOYS SHOWCASE) |  |
| 9.  | Dancing in the velvet moon                  |  |
| 10. | Faith (FAITH)                               |  |
| 11. | MC2                                         |  |
| 12. | White Lie                                   |  |
| 13. | Hime Murasaki (ヒメムラサキ)                |  |
| 14. | Cosmic Love (COSMIC LOVE)                   |  |
| 15. | You have a dream                            |  |
| 16. | MC3                                         |  |
| 17. | Akai Sweet (赤いスイートピー)               |  |
| 18. | MC4                                         |  |
| 19. | Be Ready!                                   |  |
| 20. | Stomp (STOMP)                               |  |
| 21. | Bring it on!                                |  |
| 22. | Transmigration (TRANSMIGRATION)             |  |

| 1.  | MC5                                                                                                  |  |
| 2.  | Orchestral Fantasia                                                                                  |  |
| 3.  | Band Battle (BAND BATTLE)                                                                            |  |
| 4.  | Justice to Believe                                                                                   |  |
| 5.  | Massive Wonders (MASSIVE WONDERS)                                                                    |  |
| 6.  | Brave Phoenix (BRAVE PHOENIX)                                                                        |  |
| 7.  | MC6                                                                                                  |  |
| 8.  | Eternal Blaze (ETERNAL BLAZE)                                                                        |  |
| 9.  | What cheer? ([ENCORE])                                                                               |  |
| 10. | MC7                                                                                                  |  |
| 11. | Nostalgia                                                                                            |  |
| 12. | MC8                                                                                                  |  |
| 13. | Miracle☆Flight (ミラクル☆フライト)                                                                   |  |
| 14. | All Line up (ALL LINE UP)                                                                            |  |
| 15. | End Roll                                                                                             |  |
| 16. | Live Fighter -Red Side- commentaire audio (Special Feature LIVE FIGHTER -RED SIDE- Audio Commentary) |  |

Nana Mizuki Live Fighter -BluexRed Side- Blu-ray
Disque 1
1. ☆NANA MIZUKI LIVE FIGHTER 2008 -BLUE SIDE-

Disque 2
1. ☆NANA MIZUKI LIVE FIGHTER 2008 -RED SIDE-
2. Making-of Live Fighter -BluexRed Side-